# Болотана
Боло̀тана (на италиански и на сардински: Bolotana) е малко градче и община в Южна Италия, провинция Нуоро, автономен регион и остров Сардиния. Разположено е на 472 m надморска височина. Населението на общината е 2884 души (към 2010 г.).